# Ran Geng
Dans ce nom chinois, le nom de famille, Ran, précède le nom personnel.
Ran Geng (en chinois: 冉耕; selon la romanisation Wade–Giles: Jan Keng), est un philosophe chinois. Également connu sous son prénom de courtoisie, Boniu (chinois: 伯牛; Wade–Giles:Po-niu), il fait partie des principaux disciples de Confucius (les Douze Philosophes). Confucius le considérait comme son troisième meilleur disciple, après Yan Hui et Min Sun.
Dans les temples confucéens, la tablette ancestrale de Ran Geng est placée en quatrième position, sur le côté ouest de l'édifice.

## Biographie
Ran Geng est né dans l'État de Lu et n'a que sept ans de moins que Confucius. Il appartient au même clan que Ran Yong et Ran Qiu, deux autres disciples du maître. Lorsque Confucius devint ministre de la Justice de Lu, Ran Geng fut nommé juge de la ville de Zhongdu. Il tomba gravement malade, peut-être de la lèpre, et mourut jeune. Confucius se lamente de sa mort prématurée dans les Entretiens.